# Quellen und Bäche im Karstareal
Das Naturschutzgebiet Quellen und Bäche im Karstareal liegt im Bielefelder Stadtbezirk Stieghorst an der Nordseite des Teutoburger-Wald-Kammes. 

## Schutzziele und Maßnahmen
Mit der Einrichtung des Schutzgebiets wird der Erhalt des Quellbiotops und der umliegenden Feucht- und Quellwälder sowie die Renaturierung des Waldes bezweckt. Dazu wird der Laubholzbestand erhöht, es findet kein Kahlschlag statt und das Areal wird nicht bewirtschaftet. Gefährdet ist das Gebiet insbesondere durch Fischerei und Teichbau.

## Gebiet
Das Schutzgebiet liegt am Nordhang des Ebbergs und erstreckt sich über sechs Teilgebiete. Das westlichste umfasst den Selhausenbach und seine zwei Quellen, das Hauptgebiet vier Karstquellen und deren Bachläufe, die beiden östlichsten in Hanglage die acht Quellen des Rottbachs und eine etwa 500 Meter lange Quellflur. Das kleinste Teilstück liegt an der Selhausenstraße unweit des Gehöfts „Meyer zu Selhausen“ und umfasst die Selhausenquelle.

### Flächenaufteilung
Gewässer: 6,53 % Wald: 73,79 %
Moore und Grünland: 2,00 %

## Wandern und Verkehr
Das Areal liegt ein paar hundert Meter vom Hermannsweg entfernt, man kann es über einen Pfad vom Gasthaus "Eiserner Anton" aus erreichen. Vom Wanderparkplatz am Eisernen Anton ist es in etwa einer Viertelstunde zu erreichen. Das Teilgebiet an der Selhausenquelle liegt am Ortseingang von Bielefeld-Hillegossen.